# Petter Nobelius
Petter Nobelius, ursprungligen Olofsson, född 1655 i Östra Nöbbelöv i Skåne, död 1707 i Uppsala, var en svensk häradshövding.
Petter Nobelius blev 1682 inskriven vid Uppsala universitet, tog senare examen och blev häradshövding i Uppland.  Han gifte sig 1696 med Wendela Rudbeck (1668–1710), som var dotter till Olof Rudbeck d.ä. Nobelius dog 1707 och begravdes 1 november samma år i Uppsala domkyrka. Hustrun dog 1710 och blev den 28 juni 1710 gravsatt bredvid sin man.
Nobelius var musikaliskt verksam i Uppsala. Han var 1681-1690 musikstipendiat under rector cantus Harald Vallerius och var på tal som hans efterträdare. När han gift sig med Wendela Rudbeck deltog han som tenorsångare tillsammans med henne, henens syster Johanna Christina och svärfadern Olof Rudbeck vid festen i Uppsala 1698 med anledning av Karl XII:s kröning i Stockholm.
Petter Nobelius sonson Immanuel Olof Nobelius förkortade namnet till Nobel. 